# Портовијели (Порденоне)
Портовијели је насеље у Италији у округу Порденоне, региону Фурланија-Јулијска крајина.
Према процени из 2011. у насељу је живело 27 становника. Насеље се налази на надморској висини од 18 м.